# Ортон, Джордж
Джордж Вашингтон Ортон (англ. George Washington Orton; 10 января 1873, Strathroy-Caradoc, Онтарио — 26 июня 1958, Лакония, Нью-Гэмпшир) — канадский легкоатлет, чемпион и бронзовый призёр летних Олимпийских игр 1900, первый чемпион Игр от Канады.
Ортон родился в городе Стратрой, Онтарио. Он обучался сначала в Торонтском университете, а затем в Пенсильванском университете. Он выигрывал несколько забегов на средние дистанции в Канаде и США, всего у него 121 победа.
На Играх 1900 в Париже Ортон 15 июля выиграл забег на 2500 м с препятствиями с результатом 7:34,4. Он также стал бронзовым призёром в беге на 400 м с барьерами, придя к финишу вторым в полуфинале и третьим в финале. Кроме того, Ортон участвовал в забеге на 4000 м с препятствиями, но занял в нём только пятое место.
После Игр Ортон стал тренером команды Пенсильванского университета. Он включён в несколько спортивных залов славы Канады.